# Molophilus (Molophilus) ethicus
Molophilus (Molophilus) ethicus is een tweevleugelige uit de familie steltmuggen (Limoniidae). De soort komt voor in het Australaziatisch gebied.